# Лебедев, Сергей Павлович
Лебедев, Сергей Павлович (13 июня 1865, Чебоксары, Казанская губерния, Российская империя — 1919, РСФСР) — русский военачальник, военный инженер и археолог, генерал-майор; в период Гражданской войны в России — деятель белого движения.
Брат русского и советского военного деятеля Лебедева Павла Павловича.

## Биография
Родился в 1865 году в русской бедной дворянской семье в городе Чебоксары Казанской губернии. В 1872 году в семье родился брат — Павел.
Образование получил в Нижегородском графа Аракчеева кадетском корпусе. В службу вступил 31 августа 1883 года в Николаевское инженерное училище, с которого выпущен в 1886 году подпоручиком (с 14 августа 1884) в 13сапб; служил офицером в инженерных войсках.  Поручик с 14 августа 1888 года.
В 1892 (или в 1893) году окончил 2-годичные курсы Санкт-Петербургского археологического института.
27 августа 1894 года откомандирован и с 4 января 1895 года переведен в 18сапб, в котором получил должность батальонного адъютанта. С  1 августа 1896 года штабс-капитан (за отличие).
С 4 апреля 1897 — старший адъютант штаба 1сапбр. С 6 мая 1900 — капитан с переименованием в штабс-капитаны гвардии (за отличие). С 6 мая 1901 — капитан гвардии (за отличие).
С 3 (24) июня 1904 — начальник штаба 1-й сапёрной бригады. С 3 июля 1904 — подполковник (за отличие). Участник Русско-японской войны 1904–05. 
С 6 декабря 1905 — полковник (за отличие). С 20 октября 1906 — командир 18сапб.
С 19 апреля 1911 — генерал для поручений при генерал-инспекторе по инженерной части. С 6 декабря 1911 — генерал-майор (за отличие) с утверждением в должности.
В 1914–17 — участник Первой мировой войны: начальник инженерных служб ряда укреплённых районов Юго-Западного и Западного фронтов, 3-й армии (с 23.4.1916; на 10 июля 1916 в том же чине и должности), начальник[уточнить] 29-й пехотной дивизии.
В октябре 1914 — ведал строительством мостов на реке Висле. Состоял в резерве чинов при Управлении инспектора инженерной части Киевского военного округа (на 21 марта 1915, на 1 мая 1915). В 1917 году представлен к производству в генерал-лейтенанты.
В период Гражданской войны в России участник белого движения. Погиб в 1919 году в боях.

## Награды
- орден св. Станислава I ст. (1913);
- ордена св. Анны III ст. (1895), II ст, I ст. (21 марта 1915);
- ордена св. Владимира IV, III (1908), II степеней (1 мая 1915), мечи к ордену Св. Владимира II ст. (06 декабря 1915);
- ордена[уточнить] Болгарского царства, Королевства Румынии, Бухарского эмирата.